# 川西黄鹌菜
川西黄鹌菜（学名：Youngia pratti）为菊科黄鹌菜属下的一个种。

## 扩展阅读
- 維基物種上的相關：川西黄鹌菜